# سيرجيو فابيان غونزاليس
سيرجيو فابيان غونزاليس (بالإسبانية: Sergio Fabián González)‏ (5 أبريل 1995 في الأرجنتين - ) هو لاعب كرة قدم أرجنتيني في مركز الهجوم. لعب مع نادي لانوس.

## وصلات خارجية
- سيرجيو فابيان غونزاليس على موقع قاعدة بيانات كرة القدم.إي يو (الإنجليزية)
- سيرجيو فابيان غونزاليس على موقع Soccerway.com (الإنجليزية)